# 物述有栖
物述 有栖（もののべ ありす）は、ANYCOLOR株式会社が運営するにじさんじに所属するバーチャルライバー、バーチャルアイドル。キャラクターデザインは萌木雄太。主な活動場所はYouTube。
いちから製作のiPhone X用配信アプリ「にじさんじ」による2Dアバターを使用し、雑談や歌を主体とした生放送を配信している。外部プラットフォームおよびイベントなどでは3Dアバターを使用する。

## 来歴
2018年3月15日、にじさんじ公式バーチャルライバー2期生として、同日より配信活動を開始。（Twitter始動日は同年3月6日）同年11月4日にはチャンネル登録者数が10万人を突破した。生配信タグは「有栖のお茶会」。
2018年10月27日よりAbemaTVウルトラゲームスにて放送された『にじさんじのくじじゅうじ』を皮切りに、インターネット番組やテレビ番組への出演をしており、2019年1月9日よりTOKYO MXにて放送されたテレビアニメ『バーチャルさんはみている』では本人役 で、2020年4月6日よりテレビ東京系列にて放送された『四月一日さん家と』では白鳥生子役を演じている。「四月一日さん家と」への出演は、同年2月9日に開催された「にじさんじ JAPAN TOUR 2020 Shout in the Rainbow! 札幌公演」にて発表され、同時に作品用の3Dモデル新衣装披露も行われた。

### トラブル
2019年5月11日、突如物述のYouTubeアカウントにて配信権限が取り消されるトラブルが発生した。原因は実態のない権利会社による虚偽の楽曲著作権侵害申し立てであり、これにより定期配信である「有栖のお茶会」を含めた全配信が不可能となった。動画投稿は可能であったため、権限復活までは企画や定期配信の内容を動画形式にて投稿している。再び配信可能となったのは、配信権限の取り消しから1ヶ月半後の6月30日のことであった。

### 特筆事項
麻雀
- 新春！にじさんじ麻雀杯2023（2023年1月7日 - 8日） - 準優勝[16][17]
- にじさんじ麻雀杯 第3回花鳥風月戦（2023年6月24日） - バードウォッチング部の大将として参加し、優勝[18]。

## 人物
16歳の高校1年生。父親が日本人で母親がイギリス人のハーフ。転校を繰り返しているが、帰国子女ではなく日本生まれ日本育ちである。目立ちたがりでもあり、ハーフである自身の容姿を生かして、外国人のような振る舞いをしている。

## 交遊関係
森中花咲、勇気ちひろ、宇志海いちごとは「ロリ組」を結成しているほか、宇志海いちごとは「アリストロベリー」というユニットを組んでおり、親交がある。後輩の童田明治とは「ありめいじす」としてユニットを組んでいる。また、2018年に開催されたキズナアイ杯予選参加の際には、同期の森中花咲、剣持刀也と共にユニット「ATM」を結成している。
ハニーストラップ所属の周防パトラは物述のファンを公言しており、YouTubeアカウントのメンバーシップを登録しているほか、物述の歌動画においてMIX作業などのサポートをするなど親交がある。
また、キズナアイのファンを公言しており、キズナアイによる企画である「キズナアイ杯」への参加をはじめ、企画動画でのコラボを行っている。

## ユニット
- Twinkle[26]

2019年7月15日始動。本間ひまわり、シスター・クレア、月ノ美兎、竜胆尊とのアイドルユニット。推奨ハッシュタグは「#2434Twinkle」。
- ジ・エイプリルフールズ[27]

ときのそら、猿楽町双葉、響木アオと結成されたユニット。テレビドラマ『四月一日さん家と』にてオープニングテーマとエンディングテーマを担当している。

## 出演
太字はレギュラー出演

### にじさんじ公式番組（YouTube公式チャンネルにて配信）
- にじさんじMIX UP!!（#4, 2018年12月20日、#18, 2019年4月1日）- 椎名唯華、夕陽リリ、緑仙と共演(#4) える、鈴木勝、遠北千南と共演(#18)
- にじさんじ みっくすあっぷ Season2（#1, 2019年10月17日）- アルス・アルマル、でびでび・でびると共演

### テレビ番組
- のとく番〜アイは世界を繋ぐ〜（2018年12月1日、BS日テレ）- VTR、電話出演

### テレビアニメ
- バーチャルさんはみている（2019年1月24日・3月7日、TOKYO MX 他[7]）

### テレビドラマ
- 四月一日さん家と（2020年4月6日 - 6月22日、テレビ東京） - 白鳥生子 役[9]

### インターネットテレビ
- にじさんじのくじじゅうじ（2018年10月17日 - 3月27日、AbemaTV ウルトラゲームス）

### ライブイベント
2019年
- にじさんじ Music Festival -powered by DMM music-（10月2日、幕張メッセ）- 月ノ美兎、勇気ちひろ、える、樋口楓、静凛、鈴鹿詩子、宇志海いちご、家長むぎ、剣持刀也、森中花咲、叶、本間ひまわり、葛葉、椎名唯華、ドーラ、シスター・クレア、花畑チャイカ、緑仙、竜胆尊と共演

2020年
- にじさんじ JAPAN TOUR 2020 Shout in the Rainbow! 札幌公演（2月9日、Zepp Sapporo）-  御伽原江良、童田明治、緑仙、シスター・クレアと共演

### イベント登壇
2018年
- VtuberLand! にじさんじDays（9月24日 - 9月30日、よみうりランド）
  - アトラクションコラボ
    - SHATEKI（射的、輪投げ、ダーツなど）

  - フードコラボ
    - ロリ組特製いちごパンケーキ（Goodday）- 物述有栖、勇気ちひろ、宇志海いちご、森中花咲

2019年
- ニコニコ町会議全国ツアー2019（7月13日 - ）
  - 群馬県東吾妻町 東吾妻ふるさと祭り（9月13日・9月14日、群馬原町駅・原町商店街通り）- 桜凛月、御伽原江良と共演

- BILIBILI WORLD 2019（ 中国）
  - 上海市（10月4日 - 10月6日）
    - bilibili公式ブース - 樋口楓、静凛、笹木咲、椎名唯華と共演

- VtuberLand2019 にじさんじWEEK～みんなで行こうにじさんじランド～（10月19日 - 10月26日、よみうりランド）
  - 特別ホールイベント（10月26日、日テレらんらんホール）ホールイベント講演2 - 夢追翔、童田明治、御伽原江良と共演

- 四月一日さん家とオンライン町内会（7月11日、イープラス Streaming+） - オンライン上で開催。ときのそら、響木アオと共演

## 書籍
- コンプティーク2019年12月号[34]（2019年11月9日発売）
- にじさんじアーカイブス2019-2020（2020年2月25日発売）

## タイアップ
- テレビ東京系列「世界!ニッポン行きたい人応援団」番組宣伝[35] - 2018年10月4日
- にじさんじチョコ[36] - 2019年7月23日発売、ローソン限定
- タニタ歩数計にじさんじコラボ（物述有栖モデル）[37] - 2019年8月～9月末まで完全受注生産で販売
- にじさんじ×WIXOSS[38] - 2019年8月31日発売の第1弾に登場、タカラトミー

## オリジナルソング
オリジナル曲として、VTuberのレンチにより作詞・作曲された「背伸びのワルツ」が存在する。2018年4月27日にワンコーラスVer. が、2019年6月27日にFull Ver. がレンチによる歌唱で発表されている。物述自身は2020年5月現在、歌唱動画としての投稿はしていないが、2018年8月8日の配信冒頭にてワンコーラスVer.を披露している。なお、定期配信である「有栖のお茶会」では、バックBGMとして歌無しVer.が使用されている。
その他、耐久動画として全ての音源が物述自身の声で作られた自作曲を自身のチャンネルに投稿している。
|    | 投稿日        | タイトル           | 歌       | 楽曲制作者 | 備考                     |  |
| -- | ------------- | ------------------ | -------- | ---------- | ------------------------ |  |
| 1. | 2020年2月24日 | 全部物述、なぞの歌 | 物述有栖 | 物述有栖   | 30分耐久動画として公開。 |  |

### コラボ楽曲
版権オリジナルの楽曲を掲載。
|    | 投稿日         | タイトル        | 歌 | 楽曲制作者 | 備考                                           |
| -- | -------------- | --------------- | --- | ---------- | ---------------------------------------------- |
| 1. | 2019年11月30日 | Vital-バイタル- | あくまのゴート、レンチ、天開司、ぴろぱる、家庭用ロボットアイゼン、朝霞しお、粛正罰丸、歌衣メイカ、歌衣アズミ、歌衣イツミ、白鷺ネクロ、ユキミお姉ちゃん、星月せい、天城てん、皆守ひいろ、白百合リリィ、白上フブキ、夏色まつり、物述有栖、飛鳥ひな、夢追翔、黒井しば、でびでび・でびる、ジョー・力一、町田ちま、ドーラ、花畑チャイカ、ギルザレンⅢ世 | レンチ     |                                                |
| 2. | 2020年1月24日  | 星之回响        | 琉绮、泠鸢、鹿乃、物述有栖、花丸はれる、神楽めあ、白上フブキ、夏色まつり |            | 2020年正月記念。動画配信サイト「BiliBili」限定 |

## ディスコグラフィ

### 参加作品
| 発売日         | 商品名                     | 歌 | 楽曲 | 備考                                                  |
| -------------- | -------------------------- | --- | --- | ----------------------------------------------------- |
| 2019年11月27日 | にじさんじMusic MIX UP!!   | pure♡palet(物述有栖、シスター・クレア) | 「pure♡paletワンダーランド」                                                                                                  | 『にじさんじ』×DMM musicコラボ楽曲                    |
| 2020年6月24日  | 四月一日さん家で歌ってみた | ジ・エイプリルフールズ［四月一日一花（演 - ときのそら）、四月一日二葉（演 - 猿楽町双葉）、四月一日三樹（演 - 響木アオ）、白鳥生子（演 - 物述有栖）］ | ドラマOPテーマ曲 「V・V・斬り込みます！by ジ・エイプリルフールズ」 ドラマEDテーマ曲「花が咲いたら by ジ・エイプリルフールズ」 | テレビ東京系テレビドラマ 『四月一日さん家と』テーマ曲 |
| 2020年6月24日  | 四月一日さん家で歌ってみた | 白鳥生子（演 - 物述有栖） | 地獄のティーパーティー | 白鳥生子キャラクターソング                            |

### カバー楽曲
インターネット上で公開されているカバー楽曲。
|     | 投稿日         | タイトル                                                       | 歌                                                                    | 歌唱者/楽曲制作者 | 備考                                                                                                 |
| --- | -------------- | -------------------------------------------------------------- | --------------------------------------------------------------------- | --- | --- |
| 1.  | 2018年11月29日 | future base                                                    | 物述有栖                                                              | キズナアイ、Yunomi | MIXはハニーストラップ所属の周防パトラが担当。                                                        |
| 2.  | 12月24日       | 好き！雪！本気マジック                                         | ロリ組（物述有栖、勇気ちひろ、森中花咲、宇志海いちご）                | Mitchie M | |
| 3.  | 2019年4月29日  | 恋愛サーキュレーション                                         | 物述有栖                                                              | 千石撫子（声 - 花澤香菜） | テレビアニメ『化物語』キャラクターソング                                                             |
| 4.  | 4月26日        | 高音厨テスト                                                   | 物述有栖                                                              | 木村わいP | |
| 5.  | 4月30日        | AIAIAI                                                         | 物述有栖                                                              | キズナアイ、中田ヤスタカ | テレビアニメ『バーチャルさんはみている』前期OPテーマ                                                 |
| 6.  | 6月27日        | 妖怪のせいにしないようかい体操第一 （原曲 - ようかい体操第一） | 物述有栖                                                              | 物述有栖 （原曲 - Dream5） | テレビアニメ『妖怪ウォッチ』テーマ曲の替え歌                                                         |
| 7.  | 7月20日        | Orange Sapphire                                                | Twinkle（月ノ美兎、物述有栖、本間ひまわり、シスター・クレア、竜胆尊） | 城ヶ崎莉嘉（声 - 山本希望） 諸星きらり（声 - 松嵜麗） 城ヶ崎美嘉（声 - 佳村はるか）                                                                                      | アイドルマスター シンデレラガールズ『THE IDOLM@STER CINDERELLA MASTER Passion jewelries! 001』収録曲 |
| 8.  | 9月26日        | 雨とカプチーノ                                                 | 物述有栖                                                              | ヨルシカ | |
| 9.  | 10月9日        | オラシオン                                                     | 物述有栖                                                              | 白（声 - 茅野愛衣） | テレビアニメ『ノーゲーム・ノーライフ』EDテーマ。弾き語り形式で歌唱。                                 |
| 10. | 11月16日       | アタシポンコツアンドロイド                                     | 物述有栖、夜空メル、響木アオ、天神子兎音                              | 作詞・作曲：ササキトモコ 歌：双葉杏（声 - 五十嵐裕美）、前川みく（声 - 高森奈津美）、島村卯月（声 - 大橋彩香）、小日向美穂（声 - 津田美波）、安部菜々（声 - 三宅麻理恵） | アイドルマスター シンデレラガールズ『THE IDOLM@STER CINDERELLA MASTER Cute jewelries! 001』収録曲    |